# Трёх Иерархов (линейный корабль, 1838)
«Трёх Иерархов» или «Три Иерарха» — парусный линейный корабль Черноморского флота Российской империи, находившийся в составе флота с 1838 по 1854 год, представитель серии кораблей типа «Султан Махмуд», участник создания Кавказской укреплённой береговой линии. Во время несения службы использовался для высадки десантов, поддержки действий сухопутных войск, перевозки войск и участия в практических плаваниях, а по окончании службы был разобран на дрова.

## Описание корабля

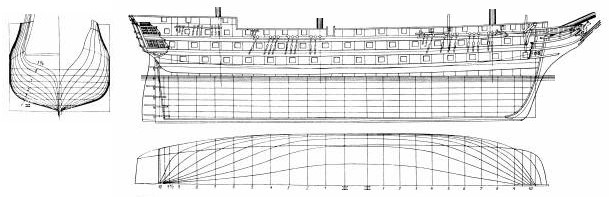
Теоретический чертёж линейного корабля «Силистрия» из фондов ЦГАВМФ

Один из восьми парусных 84-пушечных линейных кораблей типа «Султан Махмуд», строившихся в Николаеве с 1836 по 1845 год. Прототипом серии послужил корабль «Силистрия». Круглая корма этих кораблей повышала прочность корпуса, в его наборе использовались металлические детали, а пеньковые канаты были заменены якорь-цепями. Водоизмещение корабля составляло 3790 тонн, длина между перпендикулярами — 59,7—59,8 метра, длина по гондеку — 60,2 метра, ширина 16,2—16,3 метра, глубина интрюма — 8,1 метра, а осадка — 7,2 метра. Вооружение корабля по сведениям из различных источников составляли от 84 до 90 орудий, из них от пятидесяти восьми до шестидесяти четырёх 36-фунтовых и двадцать 24-фунтовых пушек или карронад, а также шесть 18-фунтовых пушек, четыре 1-пудовых единорога, две 24-фунтовых, одна 12-фунтовая и две 8-фунтовые карронады. Экипаж корабля состоял из 750 человек.

## История службы
Линейный корабль «Трёх Иерархов» был заложен 19 ноября (1 декабря) 1836 года на стапеле Спасского адмиралтейства в Николаеве и после спуска на воду 28 августа (9 сентября) 1838 года вошёл в состав Черноморского флота России. Строительство вёл кораблестроитель капитан Корпуса корабельных инженеров С. И. Чернявский. В следующем 1839 году корабль перешёл из Николаева в Севастополь.
Принимал участие в создании Кавказской укрепленной береговой линии. 10 (22) мая и 22 мая (3 июня) 1840 года в составе эскадры вице-адмирала М. П. Лазарева высаживал десанты для взятия Вельяминовского и Лазаревского фортов, ранее захваченных горцами, также в кампанию этого года принимал участие в практическом плавании эскадры флота в Чёрном море. В апреле и мае 1841 года под флагом контр-адмирала П. Н. Юрьева осуществлял перевозку войск Кавказской укрепленной береговой линии из Феодосии в Геленджик. С 7 (19) по 10 (22) октября того же года во главе отряда под флагом контр-адмирала М. Н. Станюковича поддерживал огнём продвижение войск генерала И. Р. Анрепа от Адлера до Навагинского укрепления. Отряд кораблей двигался на буксире пароходов впереди сухопутных войск на расстоянии около километра от них и артиллерийским огнём подавлял очаги сопротивления неприятеля. Как и в кампанию предыдущего года, помимо действий флота у кавказского побережья принимал участие в практических плаваниях эскадр Черноморского флота.
В кампанию 1842 года вновь выходил в практическое плавание в Чёрное море. В следующем 1843 году помимо участия в практических плаваниях, в июне находился в составе эскадры контр-адмирала М. Н. Станюковича, перевозившей войска 13-й дивизии из Севастополя в Одессу, а в августе-сентябре — обратно в Севастополь. Кампании 1844 и 1845 годов корабль вновь провёл в Чёрном море в составе практических эскадр. В 1847 году кроме выхода в практическое плавание корабль также принимал участие в переброске войск 13-й дивизии из Одессы в Севастополь.
Кампанию 1849 года корабль в очередной раз провёл в практических плаваниях в Чёрном море. В 1852 году «Трёх Иерархов» подвергся тимберовке на верфях Севастополя, а в 1854 году был разобран на дрова.

## Командиры корабля
Командирами линейного корабля «Трёх Иерархов» в составе Российского императорского флота в разное время служили:
- капитан 2-го ранга, а с 6 (18) декабря 1839 года капитан 1-го ранга П. М. Вукотич (с 1839 года до 6 (18) декабря 1849 года)[10];
- капитан 1-го ранга Н. Д. Варницкий (c 6 (18) декабря 1849 года до 1850 года)[11];
- капитан 1-го ранга В. И. Барановский (1852—1854 годы)[12].